# Algutsrums kyrka
Algutsrum kyrka är en kyrkobyggnad i Algutsrum i Växjö stift. Den är församlingskyrka i Glömminge-Algutsrums församling. 

## Kyrkobyggnaden
Tack vare äldre teckningar kan vi få en uppfattning om de medeltida öländska kyrkornas arkitektur. 1634 skickades  Johannes Haquini Rhezelius med fullmakt från Kammarkollegiet på en fornminnesinventering till Öland. Under sin öländska resa ritade han av en mängd kyrkor, däribland den i Algutsrum. Pennteckningen avbildar medeltidskyrkan med ett relativ högt torn med romanska nischer och krönt av en pyramidformad huv. Långhuset och koret är försedda med  gotiska fönster och absiden med romanska fönsteröppningar eventuellt blinderingar. Kyrkan ståtar enligt teckningen med en ståtlig sydportal. 
Den allra första kyrkan kan ha varit en enkel stavkyrka byggd under 1000-talet. Den kyrka som Rhezelius avbildat uppfördes emellertid av kalksten under 1100-talet och var ursprungligen en romansk stenkyrka med långhus, kor och absid uppförd under 1100-talet. Vid slutet av samma århundrade blev kyrkan utökad med en tornbyggnad i väster, samt en sakristia på norra sidan i anslutning till koret. På grund av öns utsatta läge i orostider försågs tornet vid början av 1200-talet med en försvarsvåning och valv slogs över tornets bottenvåning och i koret. Under 1700-talet gjorde sig trängseln i kyrkorummet påmind varpå problemet försöktes lösas genom att läktarna tillbyggdes och förstorades.
År 1818 fattades ett beslut om ombyggnad som i förlängningen skulle leda till nybyggnad. År 1822 revs större delen av medeltidskyrkan med undantag av tornbyggnaden. Ett nytt stort, brett långhus med brutet tak och en bakomliggande sakristia i öster uppfördes av kalksten. Kyrkorummet försågs med höga rundbågefönster. Västtornet däremot byggdes in i den nya kyrkobyggnaden och lämnades kvar fram till 1864 då kyrkan utökades mot väster. Byggnadsarbetet utfördes under ledning av häradsbyggmästaren Johan Söderström, troligen biträdd av snickaren Peter Isberg.
År 1864 blev tornet helt och hållet ombyggt efter ritningar av arkitekt Ludvig Hawerman vid Överintendentsämbetet. Arbetet utfördes av Peter Isberg och dennes son Johan Isberg. Det nya tornet fick en hög resning och försågs med en lanternin med hjälmformad huv krönt med ett kors. I lanterninen hänger kyrkans båda klockor; lillklockan gjuten 1681 och storklockan 1864. 
Det nuvarande kyrkorummet är av salkyrkotyp med trätunnvalv och raktslutande korvägg i öster med den bakomliggande sakristian. Ursprungligen hade predikstolen sin plats över altaret med uppgång från sakristian men flyttades 1837 till sin nuvarande plats.

## Inventarier
- Nordtyskt  altarskåp från 1475. I skåpets mitt den törnekrönte Kristus flankerad av heliga Birgitta och helgonkungen Sankt Knut. Vänstra dörren pryds med bilder på Sankt Erik och Sankt Olof och den högra dörren med Sankt Henrik och Sankt Göran.
- Altaruppställning  från 1881 bestående av två kraftiga pelare med trekantigt överstycke och treenighetssymbol i ett moln varur utgår solstrålar. Uppställningens  altartavlan:”Kristus på korset” är utförd av Nils Johan Jonsson. Även det medeltida altarskåpet är infogat i altaruppställningen.
- Altarring från gamla kyrkan tillverkad 1798, omgjord 1822.
- Predikstol i lantlig rokoko  utförd 1775 av Jonas Berggren. (Ursprungligen fungerade den som altarpredikstol.)
- Primklocka, troligen 1300-talet.
- Krucifix daterat till slutet av 1200-talet. (Årtalet 1684 syftar på renovering av föremålet).
- Dopfunt  huggen i sandsten i Hegvaldstil från 1100-talet.
- Bildvävnad vid dopfunten.Tema:"Vägvisaren".Tillverkad av Sara Olaisson 1985.
- Brudbänkarna från 1700-talet är rikt dekorerade med blomstermotiv.
- Bänkinredning 1927 med dörrar mot mittgången.
- Läktaren från kyrkorummets byggnadstid. Mittstycket är prytt med ett emblem med lyra.
- Votivskeppet är en modell av den tremastade fullriggaren Walkyrian, skänkt till kyrkan 1860.
- Porträtt av kapten Peter Lillja samt dennes sjöofficerssabel[3]

## Bildgalleri

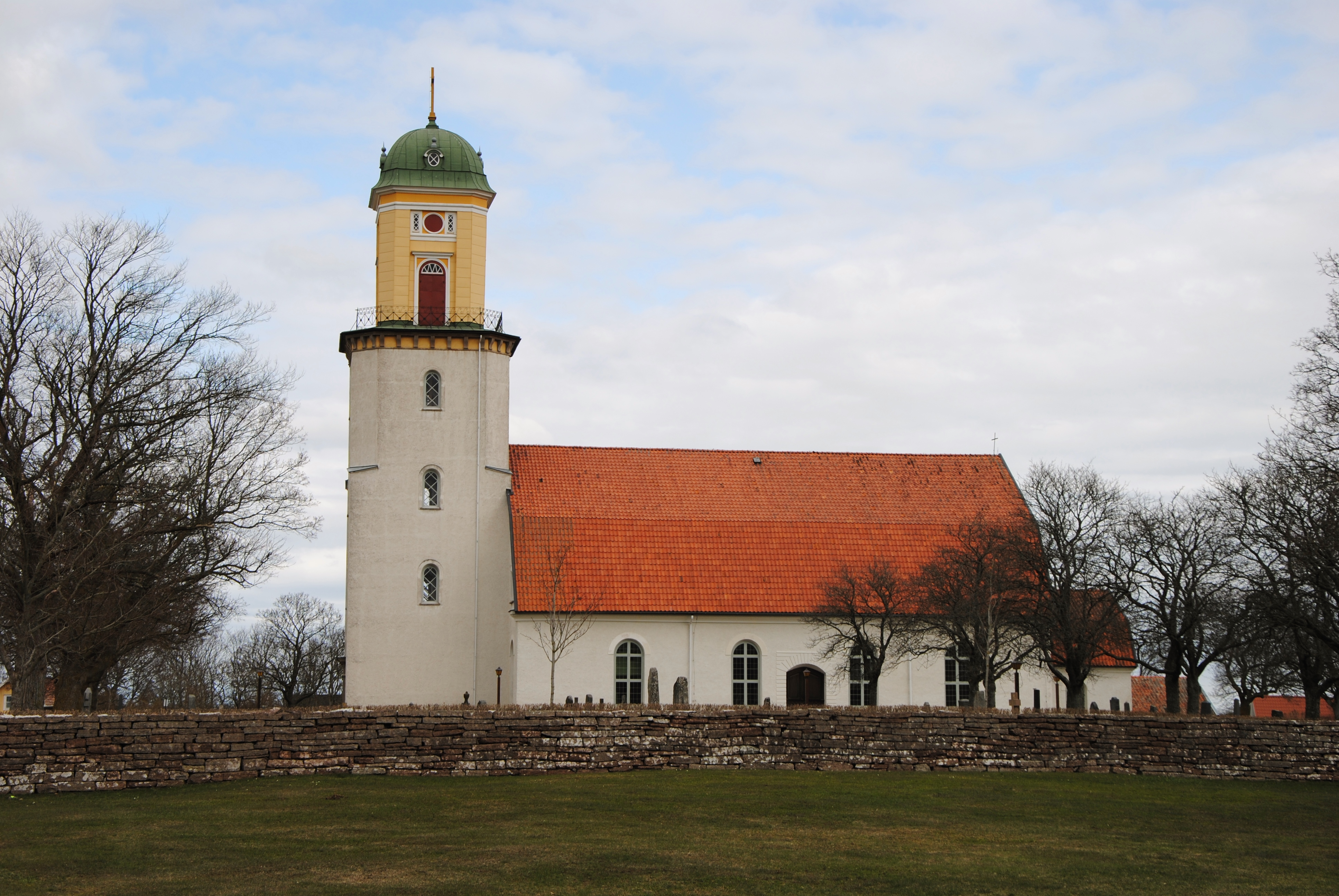
Kyrkan från söder
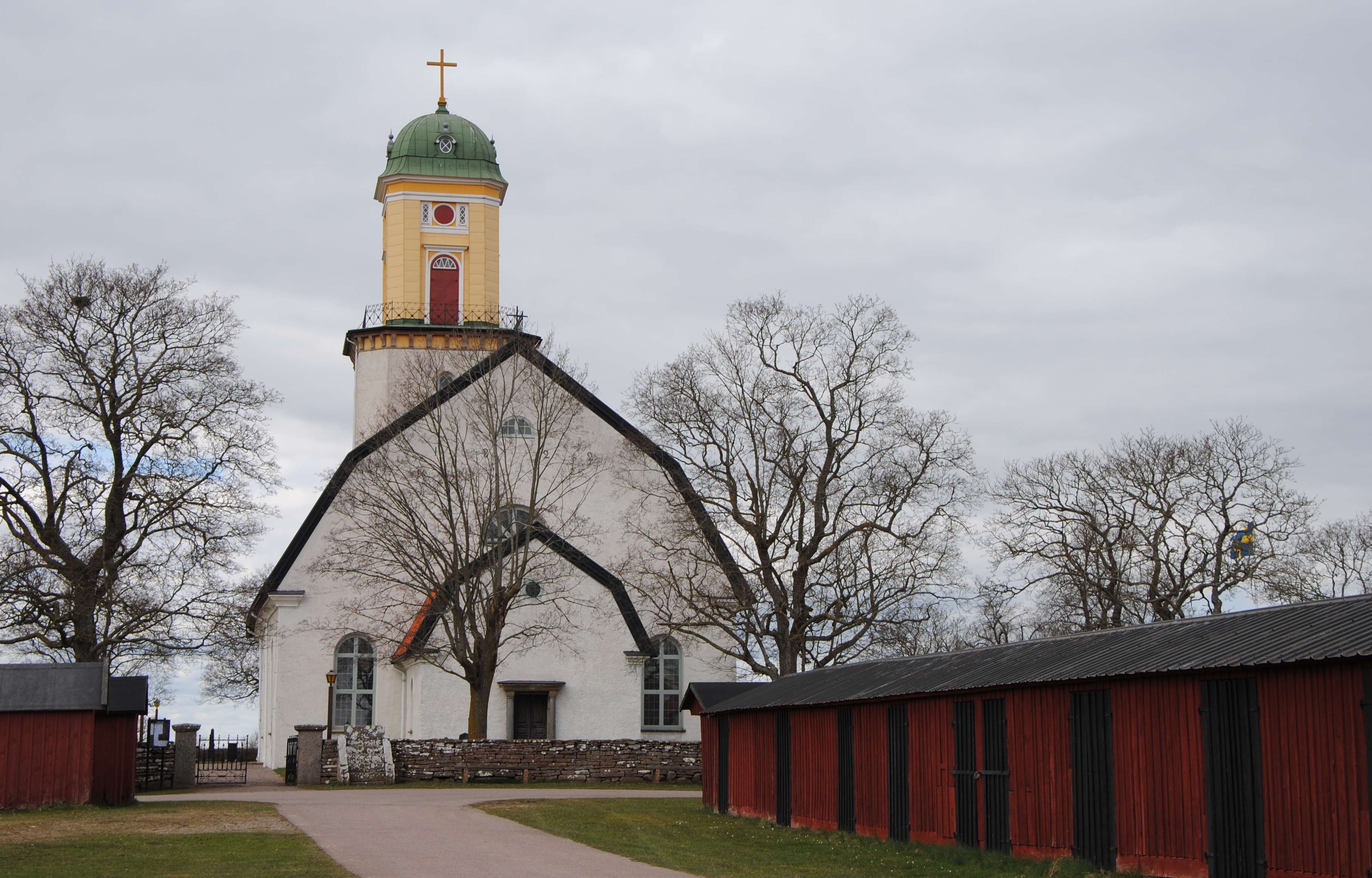
Kyrkans exteriör från öster
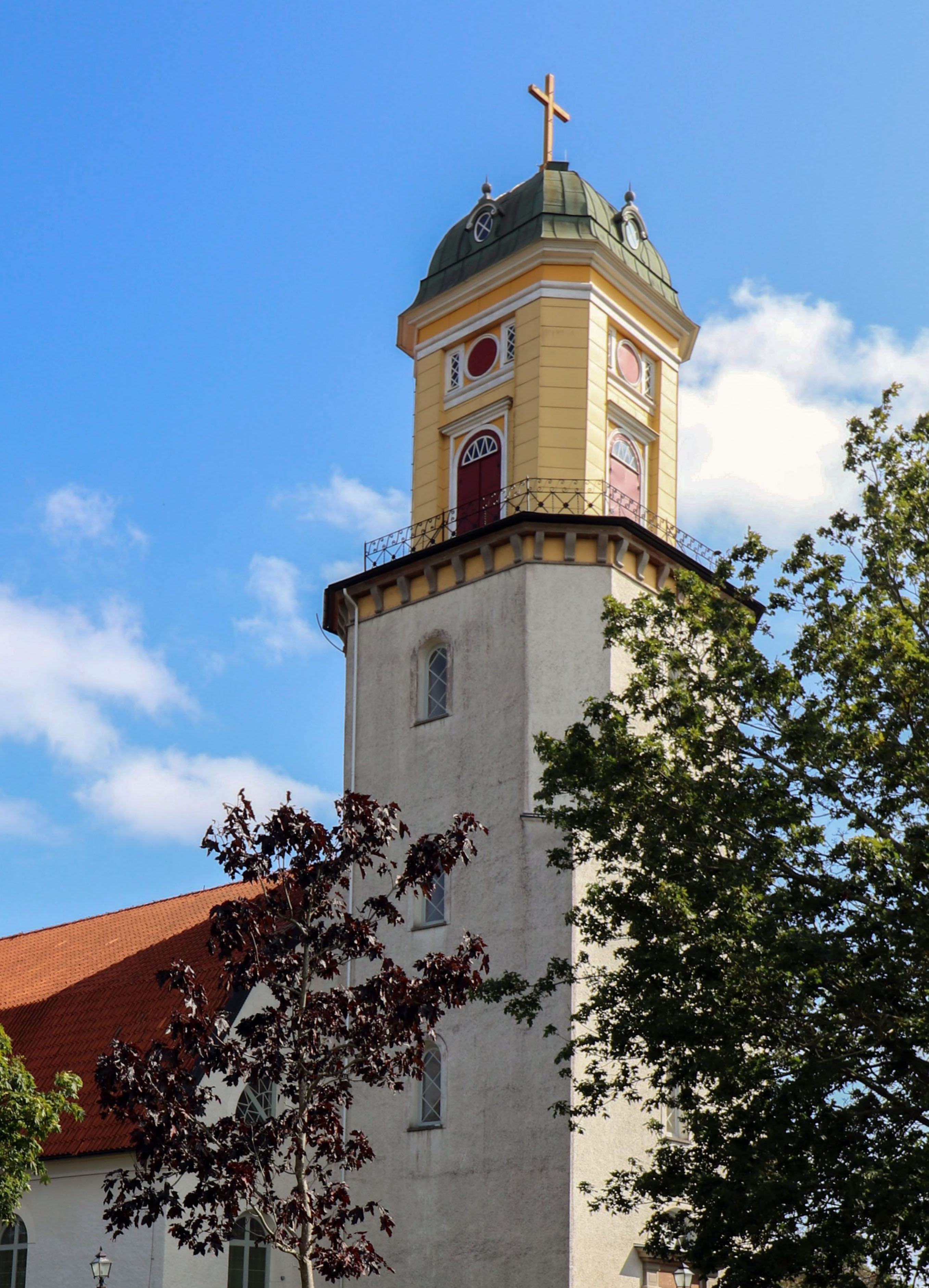
Exteriör från nordväst
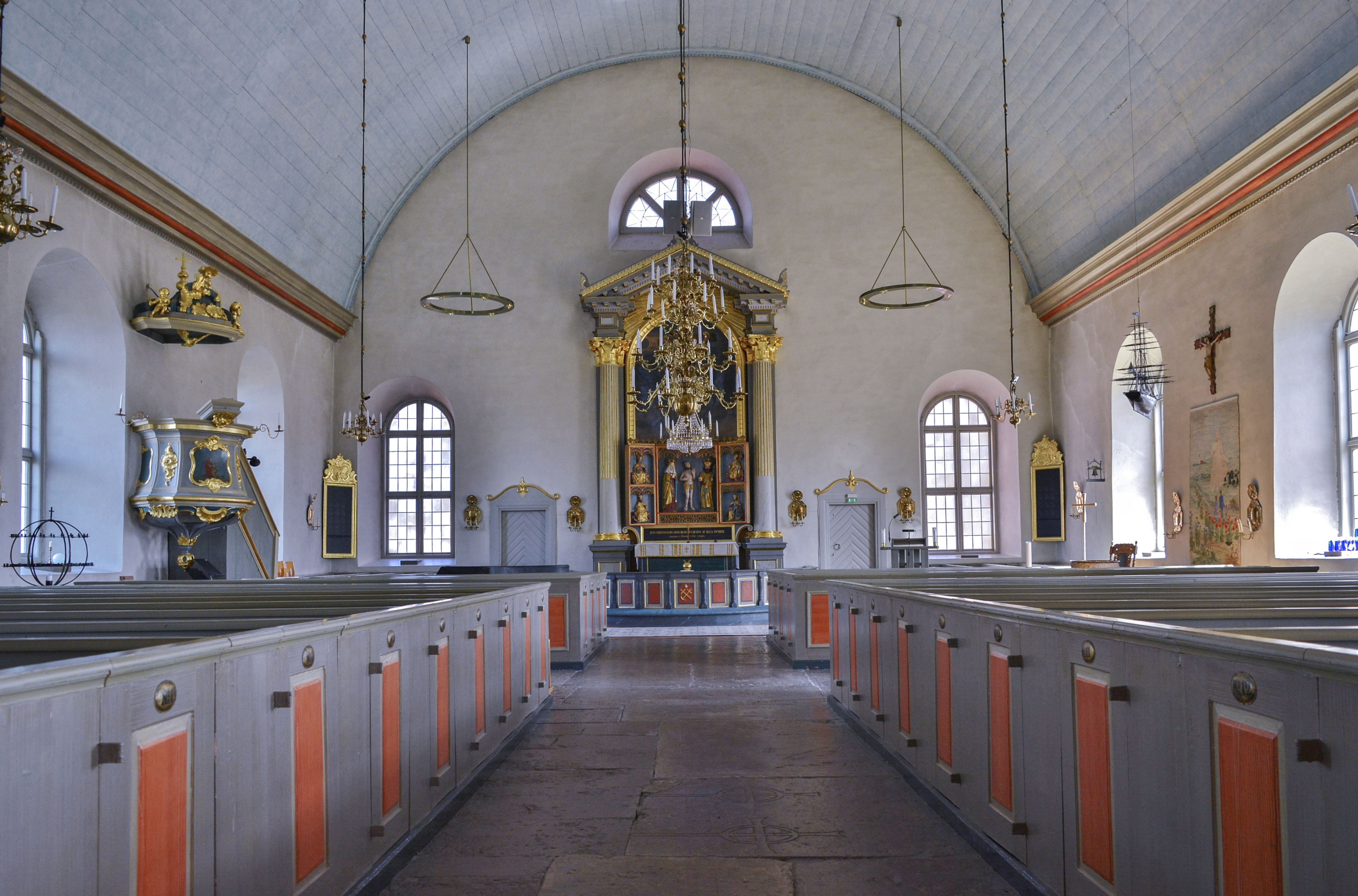
Interiör mot öster
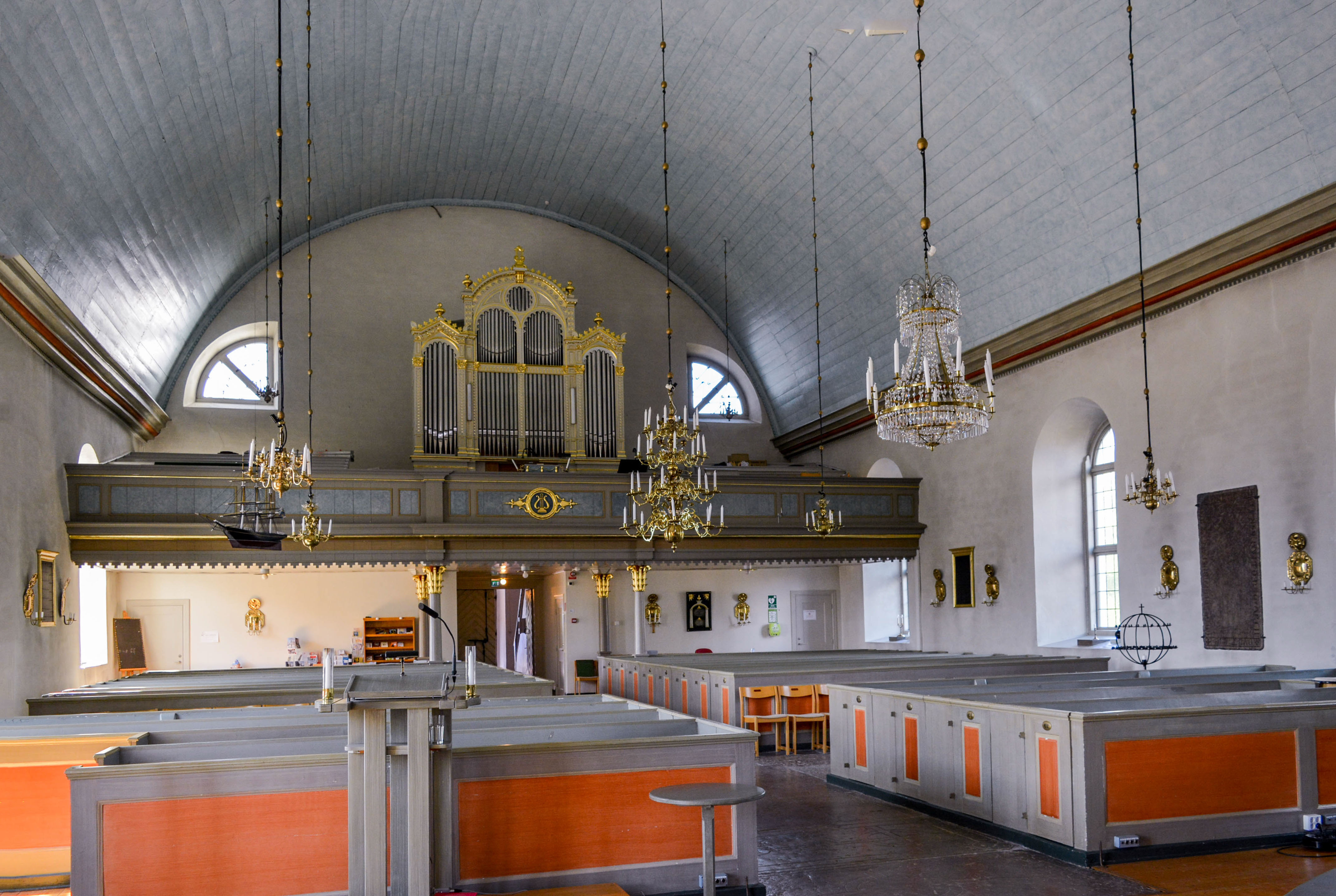
Kyrkorummet mot väster
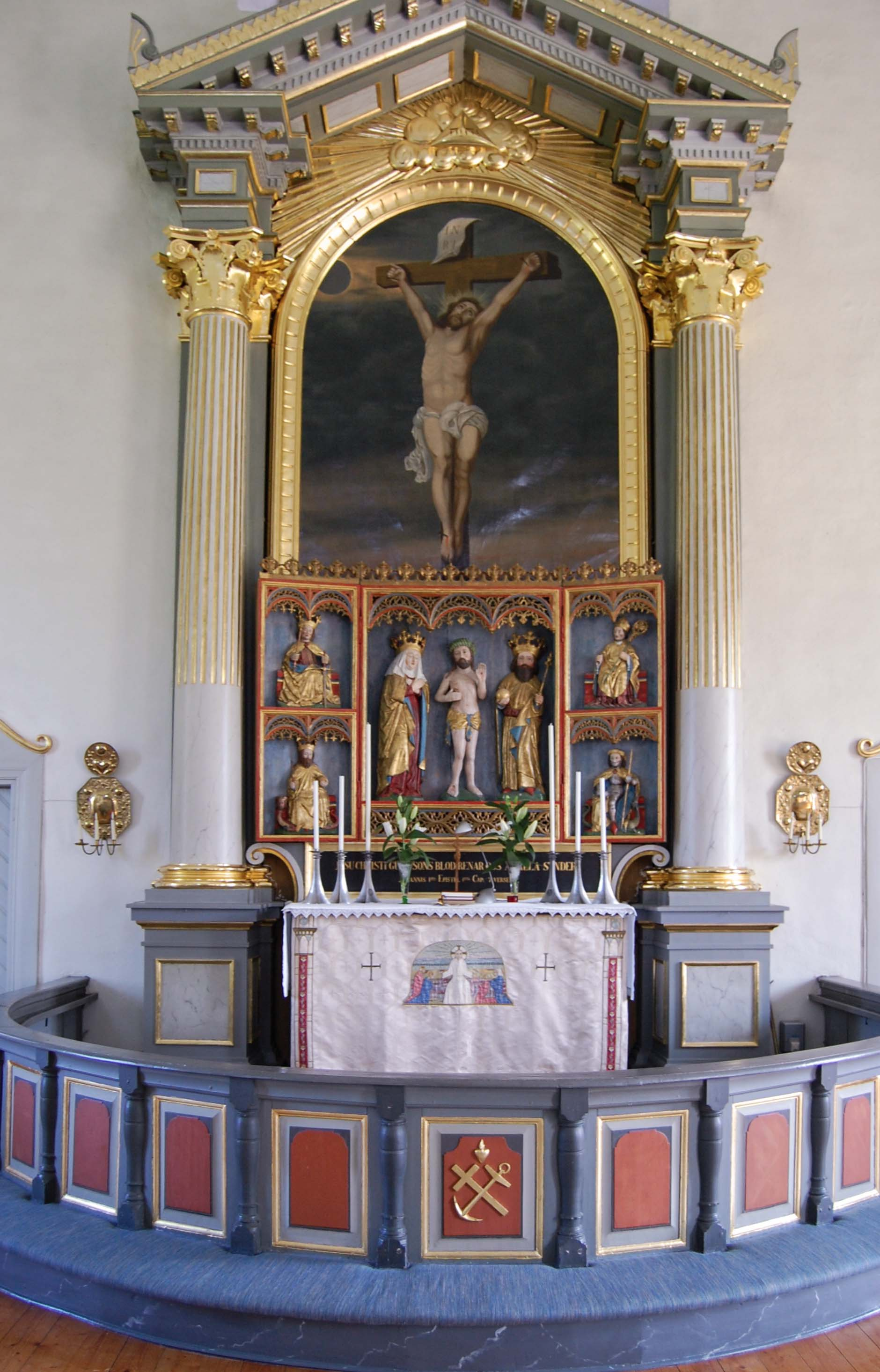
Koret med altaruppställning
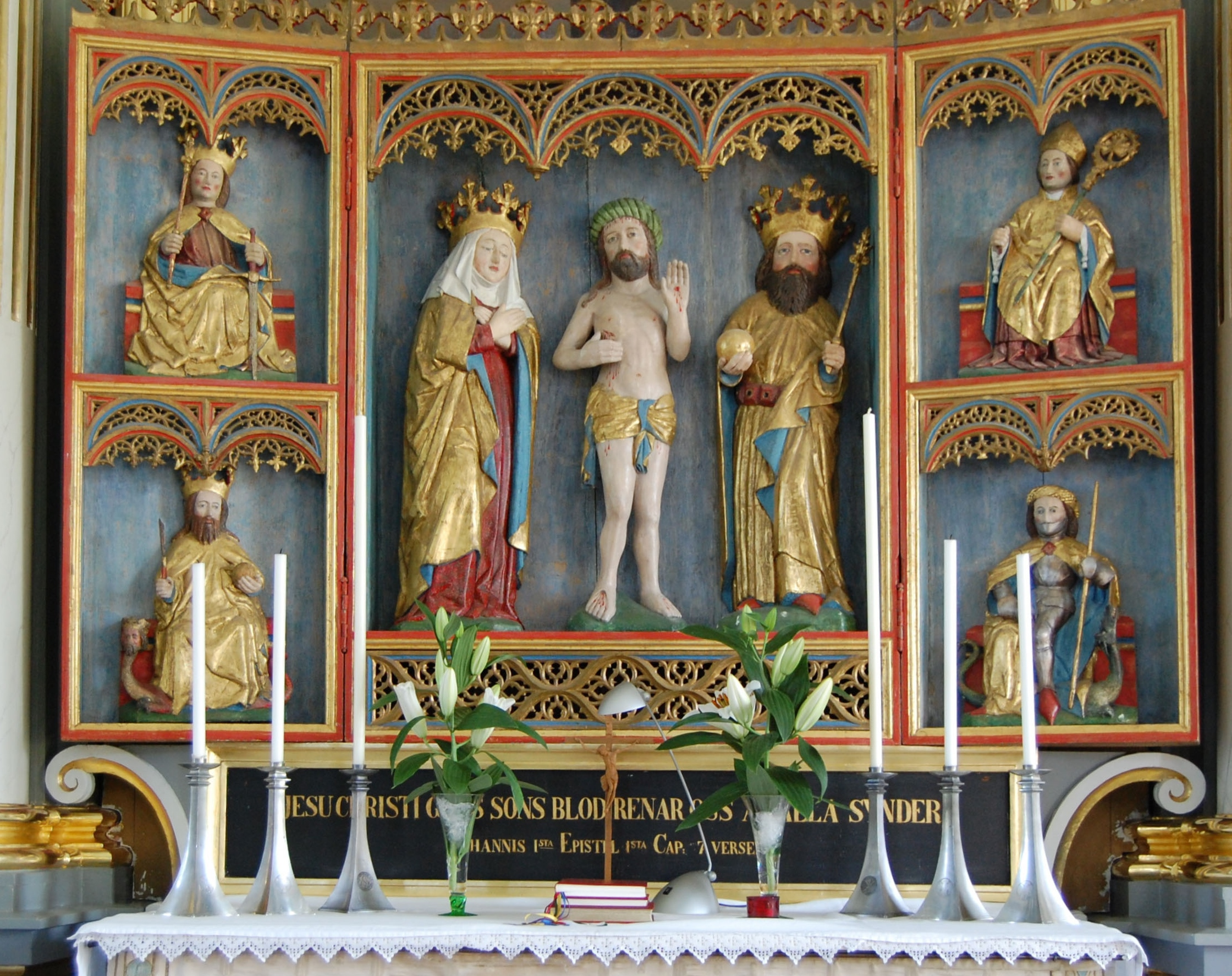
Det Nordtyska altarskåpet
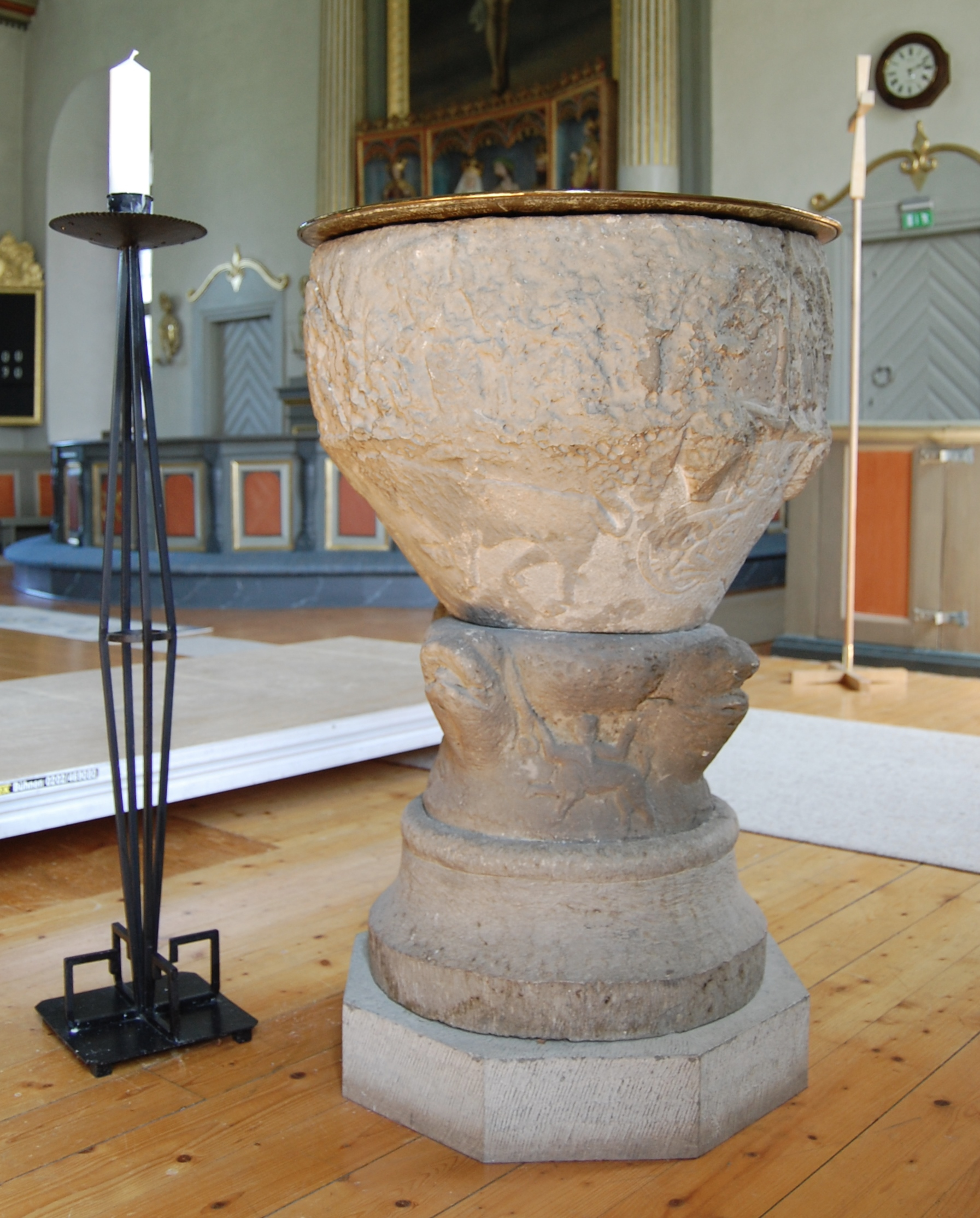
Dopfunt daterad till 1100-talet
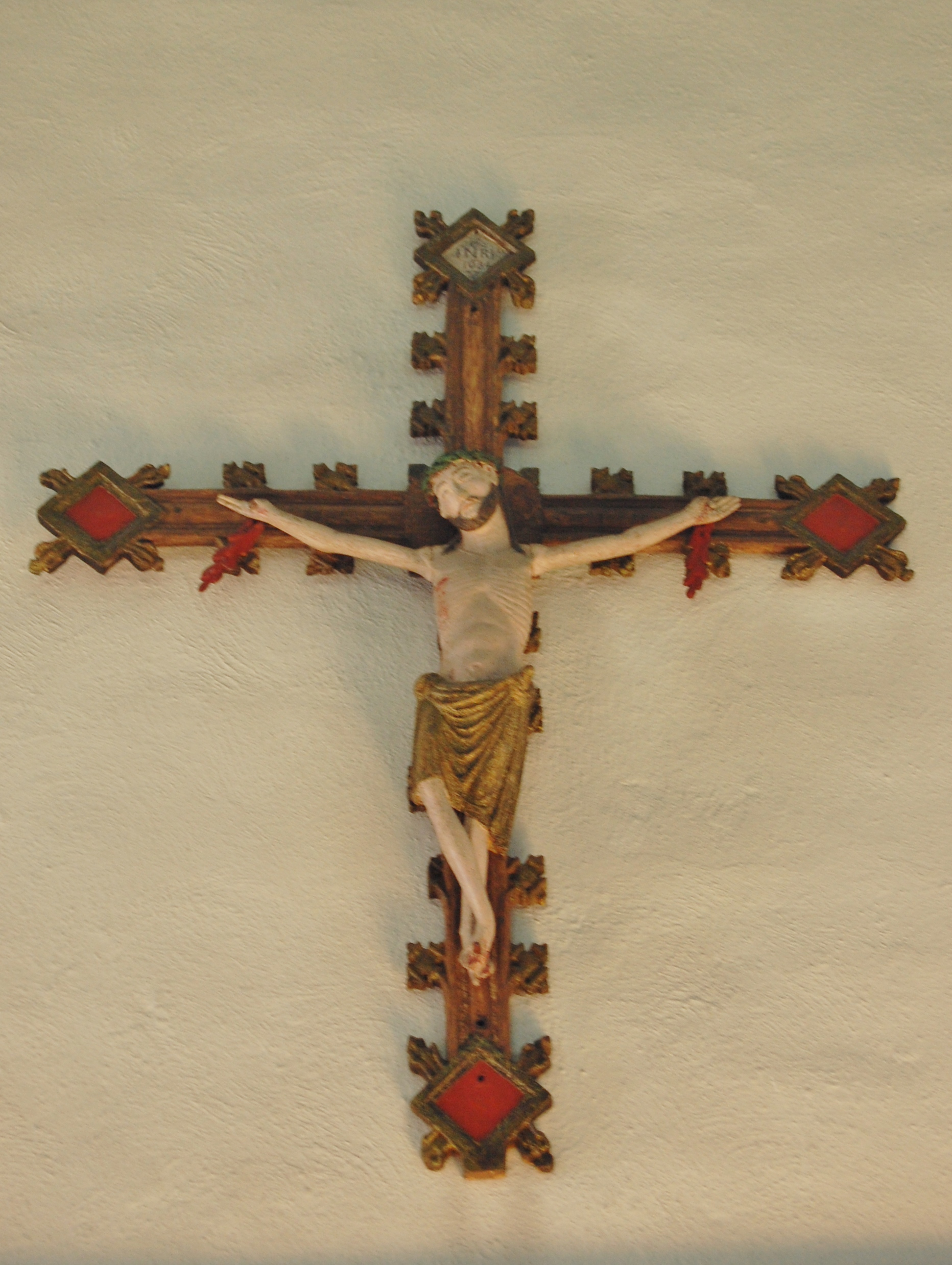
Krucifix ,1200-talet
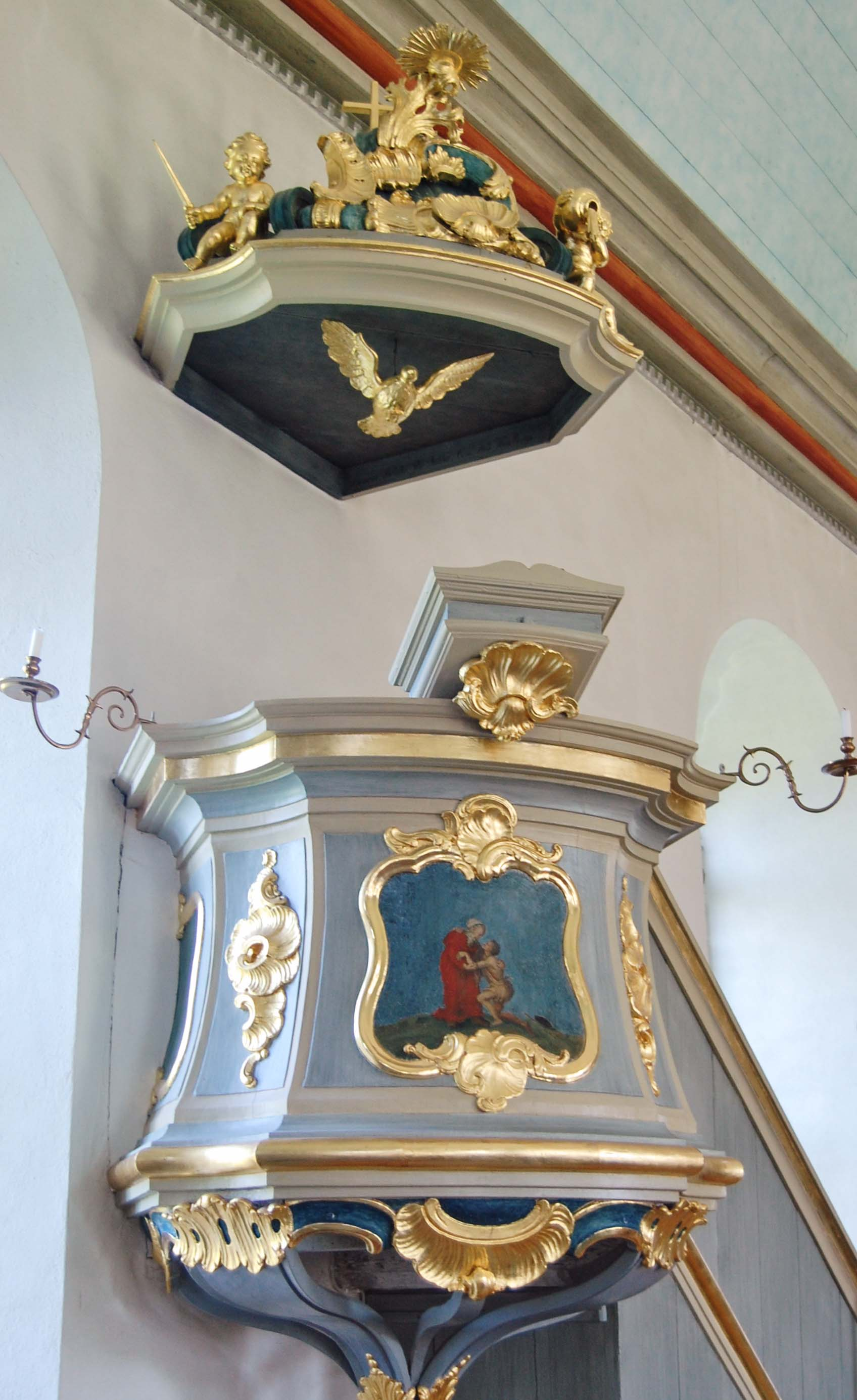
Predikstol i rokoko 1775
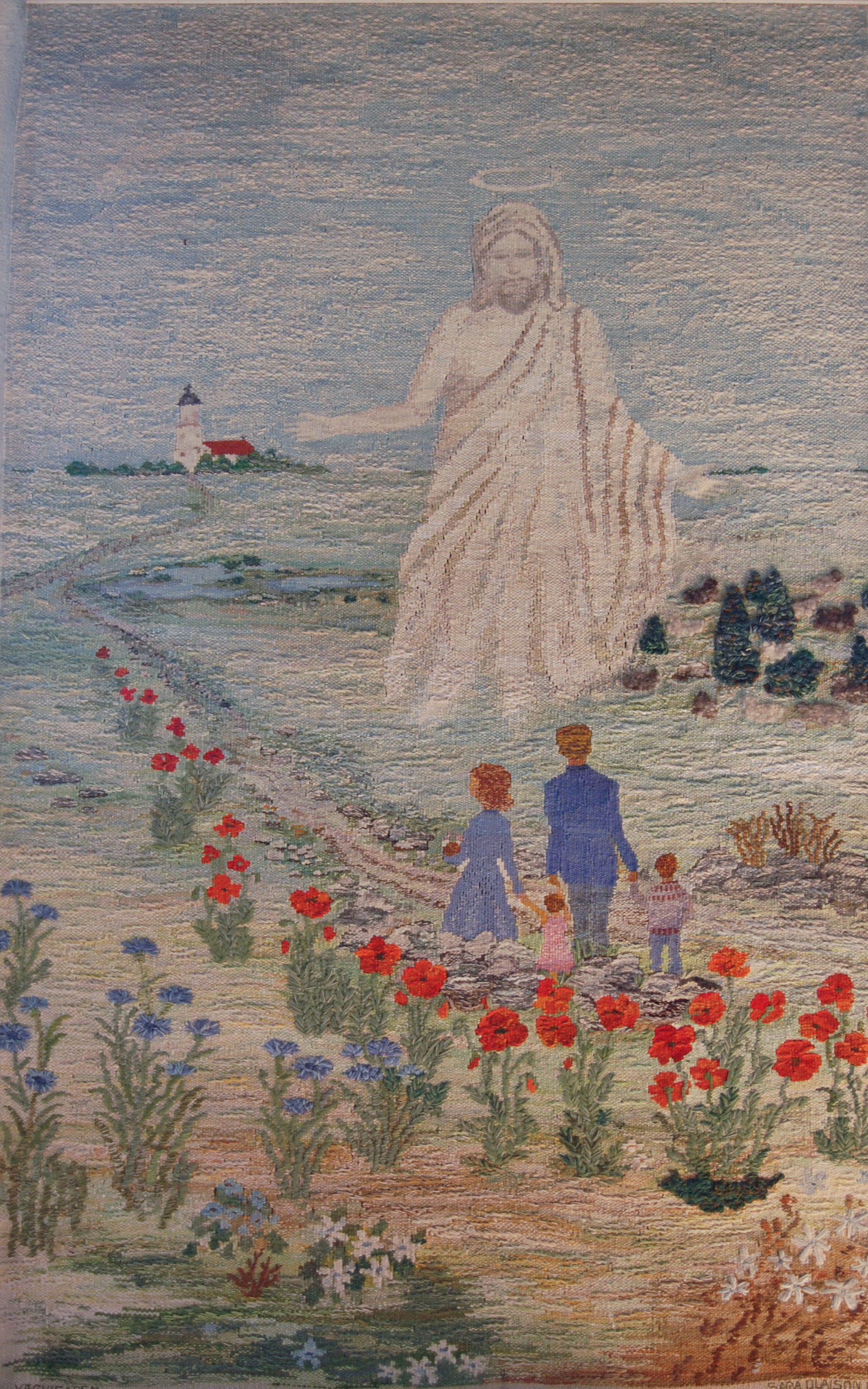
Bildvävnad 1985
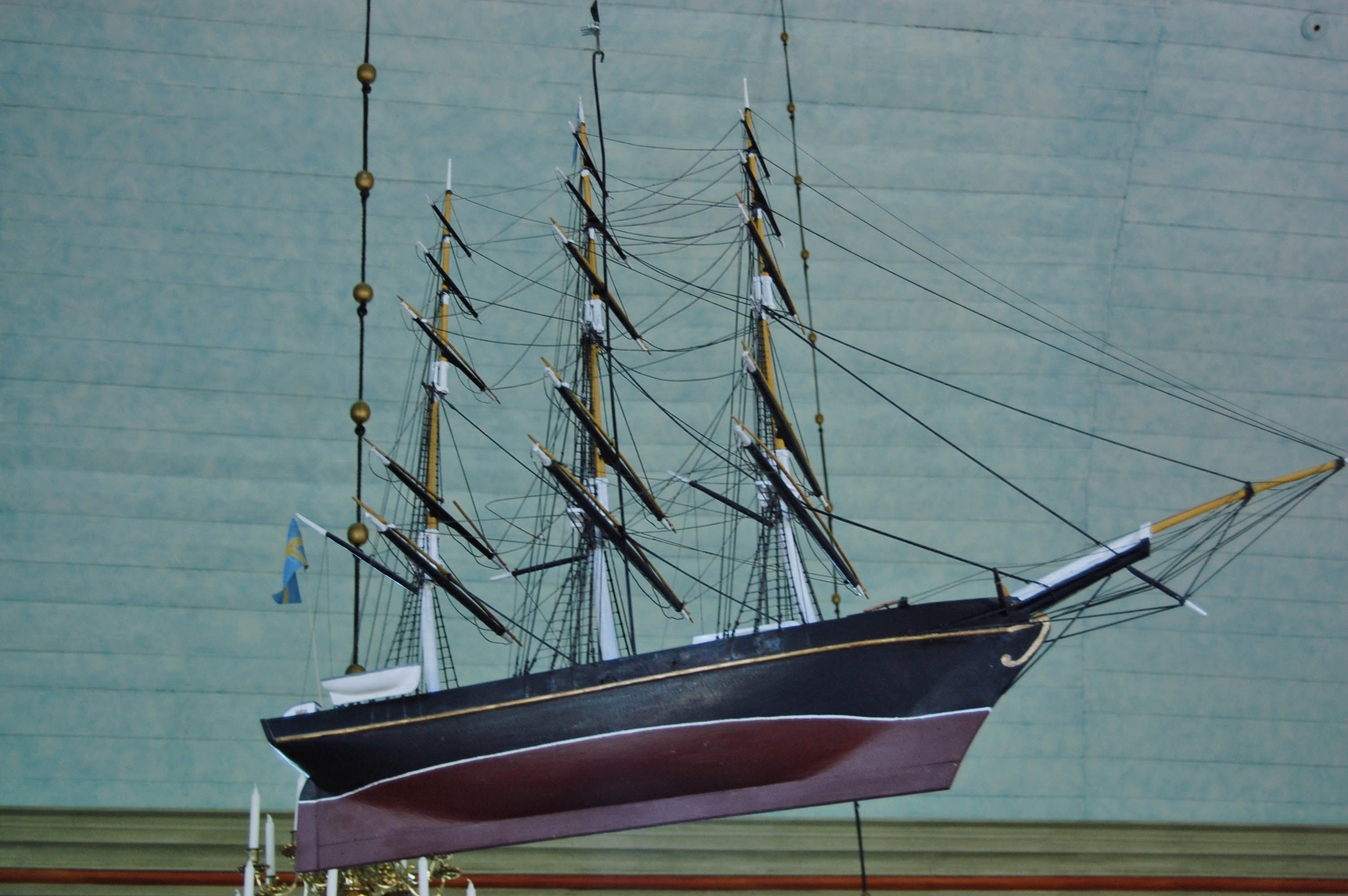
Votivskeppet

## Orgel

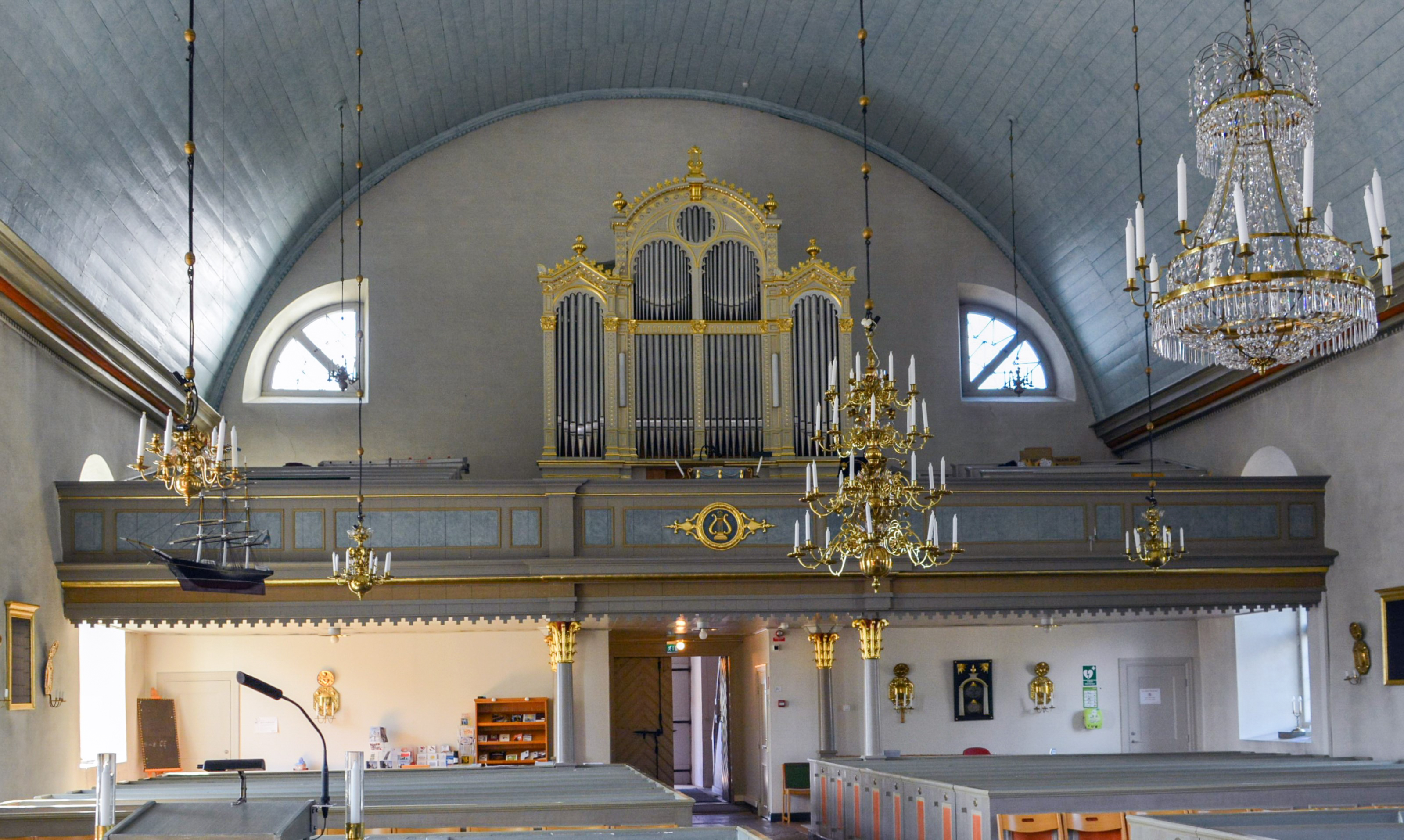
Otto A Mankells orgelfasad (1884)

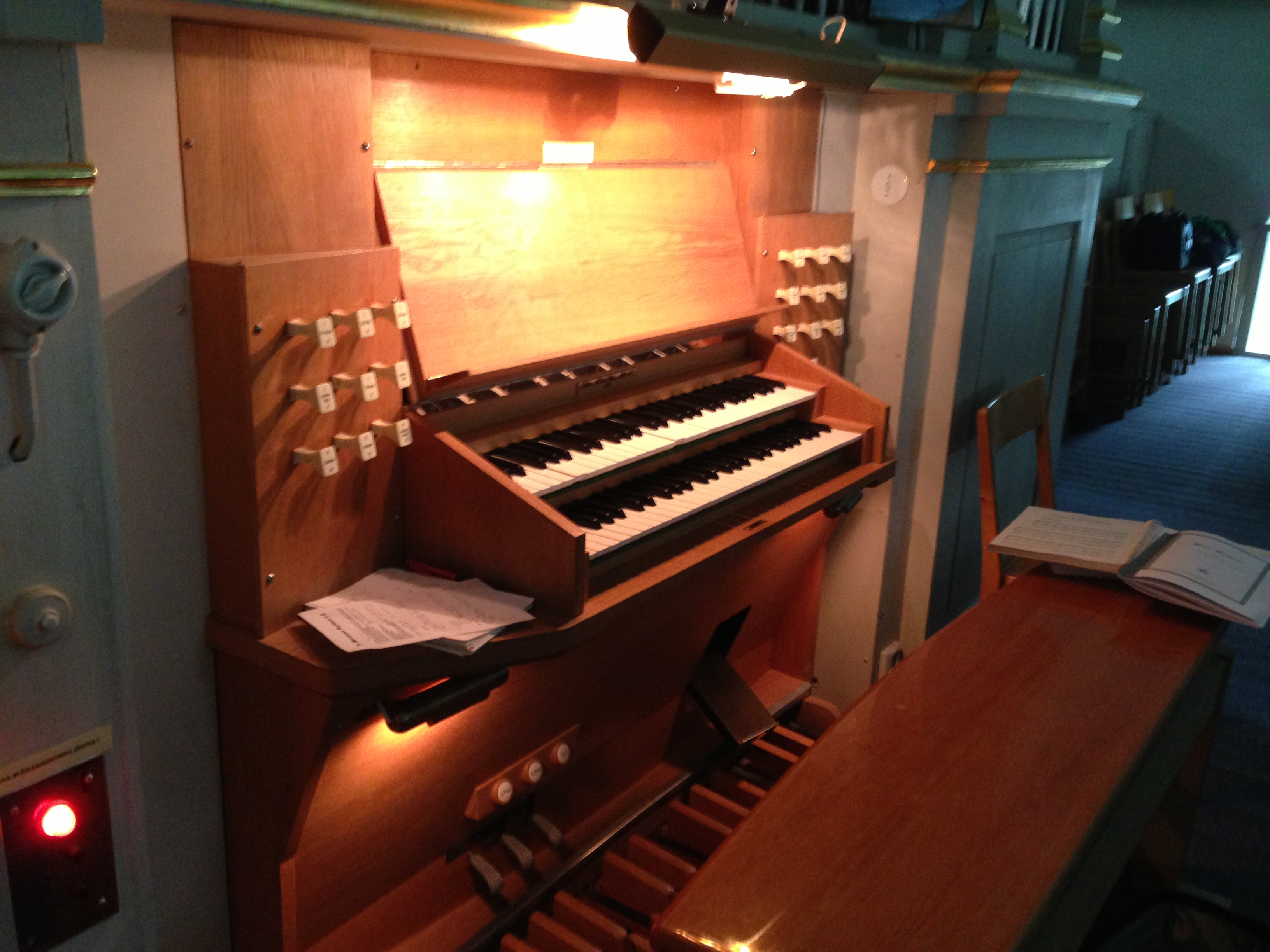
Mårtenssons spelbord (1961)

- 1884 uppförde firma Åkerman & Lund, Stockholm, en orgel med 13 stämmor fördelade på två manualer och särskild pedal.[4] Tillhörande orgelfasad ritades av Otto August Mankell.[5] Orgeln avprovades den 30 augusti 1884 av domkyrkoorganist Anders Johan Johansson, Kalmar.[6]
- 1900 renoverades och omintonerades orgeln av Emil Wirell, Virestad.[7]
- 1961 tillverkade Mårtenssons Orgelfabrik, Lund, ett nytt helmekaniskt orgelverk med 18 stämmor bakom Mankells fasad.[8]

Disposition:
| Huvudverk (I) C-g3 | Svällverk (II) C-g3 | Pedal C-f1        | Koppel |
| Principal 8′       | Gedackt 8′          | Subbas 16′        | I/P    |
| Rörflöjt 8′        | Rörflöjt 4′         | Oktava 8′         | II/P   |
| Oktava 4′          | Principal 2′        | Nachthorn 4′      | II/I   |
| Spetsflöjt 4′      | Koppelflöjt 2′      | Rauchkvint 3 chor |        |
| Oktava 2′          | Kvinta 1 ⅓′         | Fagott 16′        |        |
| Mixtur 3 chor      | Scharf 2 chor       |                   |        |
|                    | Krumhornsregal 8′   |                   |        |
|                    | Tremulant           |                   |        |
|                    | Crescendosvällare   |                   |        |